# Limeum obovatum
Limeum obovatum är en tvåhjärtbladig växtart som beskrevs av Vicary. Limeum obovatum ingår i släktet Limeum och familjen Limeaceae. Inga underarter finns listade i Catalogue of Life.